# NGC 4918
NGC 4918 est une galaxie spirale relativement éloignée et située dans la constellation de la Vierge. Sa vitesse par rapport au fond diffus cosmologique est de 10 135 ± 27 km/s, ce qui correspond à une distance de Hubble de 149 ± 10 Mpc (∼486 millions d'al). NGC 4918 a été découverte par l'astronome américain Francis Leavenworth en 1886.
La classification de NGC 4918 comme une galaxie lenticulaire est incorrecte, car des bras spiraux sont clairement visibles sur l'image obtenue des données du relevé Pan-STARRS. La classification SA(rs)b? par le professeur Seligman convient mieux à cette galaxie.